# Obreda
Obreda – osada w Polsce położona w województwie wielkopolskim, w powiecie śremskim, w gminie Książ Wielkopolski. Miejscowość wchodzi w skład sołectwa Jarosławki.
W latach 1975–1998 miejscowość administracyjnie należała do województwa poznańskiego.